# Renée Forte
Renée Forte Teixeira (Fortaleza, 27 de março de 1987) é um lutador brasileiro de Artes marciais mistas. Atualmente compete no peso leve. Foi competidor do The Ultimate Fighter: Brasil.

## Carreira no MMA

### The Ultimate Fighter
Renée foi um dos 32 lutadores selecionados para lutar no The Ultimate Fighter: Brasil. Enfrentou Fábio Bolinho na luta preliminar, e venceu por decisão unânime, garantindo a permanência na casa.
Renée foi o terceiro escolhido entre os médios (sexto no geral) para a Equipe Wanderlei, e na primeira luta de Médios da casa, enfrentou o membro da Equipe Vitor Daniel Sarafian pelas quartas-de-final e perdeu por Finalização no segundo round.
Reneé enfrentaria Sérginho Moraes no UFC 147, que foi o evento de finais do TUF, porém devido a lesão de Daniel Sarafian, Serginho fez a final contra Cézar Mutante e Reneé não lutou no evento.

### Ultimate Fighting Championship
Reneé fez sua estréia no UFC contra Sérginho Moraes em 13 de Outubro de 2012. Reneé perdeu por Finalização no terceiro round.
Reneé teve outra chance no UFC contra Terry Etim em 16 de Fevereiro de 2013, Reneé dominou a luta durante todos os rounds e venceu por Decisão Unânime.
Reneé enfrentou o canadense John Makdessi em 21 de Setembro de 2013 no UFC 165, no Canadá. Ele perdeu por Nocaute no primeiro round
Reneé enfrentou o estreante na organização Frank Trevino em 15 de Março de 2014 no UFC 171. Ele perdeu por Decisão Unânime.
Com duas derrotas seguidas, Reneé foi demitido do Ultimate.

## Cartel no MMA
| Cartel no MMA   |            |            |
| 12 lutas        | 8 vitórias | 4 derrotas |
| Por nocaute     | 2          | 2          |
| Por finalização | 2          | 1          |
| Por decisão     | 4          | 1          |

| Res.    | Cartel | Oponente             | Método                       | Evento                             | Data       | Round | Tempo | Local              | Notas                |
| ------- | ------ | -------------------- | ---------------------------- | ---------------------------------- | ---------- | ----- | ----- | ------------------ | -------------------- |
| Derrota | 8-4    | Frank Trevino        | Decisão (unânime)            | UFC 171: Hendricks vs. Lawler      | 15/03/2014 | 3     | 5:00  | Dallas, Texas      |                      |
| Derrota | 8-3    | John Makdessi        | Nocaute (socos)              | UFC 165: Jones vs. Gustafsson      | 21/09/2013 | 1     | 2:01  | Toronto, Ontario   |                      |
| Vitória | 8-2    | Terry Etim           | Decisão (unânime)            | UFC on Fuel TV: Barão vs. McDonald | 16/02/2013 | 3     | 5:00  | Londres            | Estréia no Peso Leve |
| Derrota | 7-2    | Sérginho Moraes      | Finalização (mata leão)      | UFC 153: Silva vs. Bonnar          | 13/10/2012 | 3     | 3:10  | Rio de Janeiro     | Estréia no UFC       |
| Vitória | 7-1    | Renan Santos         | Nocaute Técnico (cansaço)    | Amazon Fight 8                     | 27/05/2011 | 3     | 1:52  | Belém, Pará        |                      |
| Derrota | 6-1    | Mario Sartori        | Nocaute (soco)               | International Fighter Championship | 29/04/2011 | 2     | 3:10  | Recife, Pernambuco |                      |
| Vitória | 6-0    | Anderson Melo        | Nocaute Técnico (socos)      | Champions Night 14                 | 05/06/2010 | 1     | 1:38  | Fortaleza, Ceará   |                      |
| Vitória | 5-0    | Julio Cesar          | Decisão (dividida)           | Shooto Brazil 14                   | 28/11/2009 | 3     | 5:00  | Rio de Janeiro     |                      |
| Vitória | 4-0    | Ramon Diaz           | Decisão (unânime)            | Jungle Fight 13                    | 28/03/2009 | 3     | 5:00  | Fortaleza, Ceará   |                      |
| Vitória | 3-0    | Nino Bala            | Finalização (mata leão)      | Kabra Fight Nordeste               | 13/03/2008 | 1     | N/A   | Fortaleza, Ceará   |                      |
| Vitória | 2-0    | André Vasconcelos    | Decisão (unânime)            | Furia Fight 3                      | 17/03/2007 | 3     | 5:00  | Fortaleza, Ceará   |                      |
| Vitória | 1-0    | Elinardo Silva Costa | Finalização (chave de braço) | Rino's FC 1                        | 09/02/2006 | N/A   | N/A   | Fortaleza, Ceará   |                      |